# 泛鸡形类
泛鸡形类（学名：Pangalliformes），又称泛鸡形目是鸡雁小纲下的一个分类单元。该类群包括所有与鸡的亲缘关系比与鸭的更近的鸟类类群，包括了现代鸡形目与很多已经灭绝的分支。
目前最早的泛鸡形类是发现于晚白垩纪（8500万年前）的奥斯汀鸟，但其是属于鸡形目还是更古老的鸡形目近缘演化支目前尚不清楚，2004年，Clarke将其归入泛鸡形目下，鸡形目外，其准确地位仍有待进一步研究。另一个发现于晚白垩纪（约9000万年前）阿根廷的标本PVPH 237也被认为是鸡形目的原始近亲，其部分骨骼结构与基干鸡形目相似。
此外被归入泛鸡形类的还有拟鸡科，副鹑科，凯尔西塚雉科这些繁盛于古近纪但现已灭绝的科。
此外，在全新世走向灭绝的森鸡科也被视为这一分类群的基干成员。同一篇文章指出驰鸟科可能相较于雁形目更接近鸡形目，这一观点有待进一步研究。

## 拓展阅读
- Agnolin, Federico L.; Novas, Fernando E. & Lio, Gabriel (2006): Neornithine bird coracoid from the Upper Cretaceous of Patagonia. Ameghiniana 43(1): 245–248. HTML fulltext （页面存档备份，存于）
- Clarke, Julia A. (2004): Morphology, Phylogenetic Taxonomy, and Systematics of Ichthyornis and Apatornis (Avialae: Ornithurae). Bulletin of the American Museum of Natural History 286: 1–179 PDF fulltext （页面存档备份，存于）